# Uloborus khasiensis
Uloborus khasiensis är en spindelart som beskrevs av Benoy Krishna Tikader 1969. Uloborus khasiensis ingår i släktet Uloborus och familjen krusnätsspindlar. Inga underarter finns listade i Catalogue of Life.